# L'Archipel français
L’Archipel français : une nation multiple et divisée est un essai de sociologie, de sociodémographie et de géographie électorale du politologue Jérôme Fourquet paru en 2019.
Le livre connaît un succès critique et public et alimente le débat sur le communautarisme et le séparatisme, la France périphérique ou la déconnexion des élites qui agite la France autour de 2020. Pascal Boniface en résume donc ainsi l'impact :
« Avec son livre L’archipel français, Jérôme Fourquet n’a pas seulement publié un best-seller et reçu le prix du livre politique. Il a également forgé un concept qui s’impose dans le débat public, celui d’un pays dont les habitants vivent sous le même drapeau national, mais dans des îles différentes et distinctes. »

## Comptes rendus
- Françoise Fressoz, « « L’Archipel français » : une nation multiple et divisée », ‘’Le Monde’’, 29 mars 2019 : insiste sur l’aspect non accidentel de l’élection d’Emmanuel Macron, sur la déprise du catholicisme et le subséquent individualisme de masse.
- Jean-Louis Schlegel, « L’Archipel français de Jérôme Fourquet », ‘’Esprit’’, mai 2019 : insiste sur la partition gagnants / perdants de la mondialisation, et note que si l’effondrement de la matrice du catholicisme est bien expliqué, celle de la République laïque, qu’on aurait pu penser de manière disjointe, est à peine abordée.
- Pascal Boniface, « « L’archipel français », de Jérôme Fourquet », Institut de relations internationales et stratégiques, édito du 24 octobre 2019 : résume clairement les points saillants de la démonstration de Fourquet.
- Edward Ousselin, « L’Archipel français: naissance d’une nation multiple et divisée. Par Jérôme Fourquet.| », Oxford Academic, ‘’French Studies’’, Volume 74, 3, Juillet 2020, p497–498.
- Aymeric Patricot, dans La révolte des Gaulois[2], reconnaît la pertinence du travail de Jérôme Fourquet et considère qu’il se contente d’étayer par des cartes et des statistiques des constats faits depuis longtemps par de nombreux auteurs qui n’appartiennent pas au sérail. Par ailleurs, Jérôme Fourquet n’est pas exempt d’un paradoxe : il prétend annoncer l’avènement d’un pays multiculturel et il n’assume pas[Quoi ?] cette analyse. En effet, il en revient toujours à des explications d’ordre socio-économique. « Quand il s’agit d’analyser le phénomène des Gilets jaunes (…), Jérôme Fourquet établit une corrélation franche entre le mouvement et le taux de chômage, passant sous silence le fait qu’en banlieue les Gilets jaunes aient été absents en dépit de taux de chômage comparables. Une nouvelle fois, la plume de l’auteur fléchit. Par ailleurs, comment n’a-t-il pas fait le lien entre son propre titre et la notion d’archipellisation chère à Édouard Glissant (…) ? Le vénérable auteur antillais n’est jamais cité sans doute parce que, fidèle à l’esprit de son métier et soucieux de maintenir son livre, malgré tout, sous des auspices respectables, l’éminent statisticien tient à rapporter toute considération sur l’état du pays à une grille de lecture économico-sociale, quand bien même il annoncerait de temps en temps l’émergence d’une société multiculturelle de fait. »